# Мазовка, Елена Евгеньевна
Елена Евгеньевна Мазовка (бел. Алена Мазоўка; род. 30 июня 1967, Гродно) — бегунья на длинные дистанции из Белоруссии, которая представляла свою страну на летних Олимпийских играх 1996 года в забеге женского марафона. Она финишировала 24-й в общем зачёте. Лучший личный результат забега Елены Мазовки — 2:29:06 — установлен в традиционной дистанции в 1997 году.

## Достижения
| Дата | Соревнование         | Город   | Место | Вид     | Время   |
| ---- | -------------------- | ------- | ----- | ------- | ------- |
| 1996 | Олимпийские игры     | Атланта | 24-е  | Марафон | 2:36.22 |
| 1996 | Венецианский марафон | Венеция | 1-е   | Марафон | 2:31.07 |
| 2003 | Кошицкий марафон     | Кошице  | 1-е   | Марафон | 2:39.23 |